# Fujinami (destroyer)
Le Fujinami (藤波) était un destroyer de classe Yūgumo en service dans la Marine impériale japonaise pendant la Seconde Guerre mondiale.

## Historique
Lors de la bataille du golfe de Leyte, le Fujinami escorte la Force d'Attaque de Diversion no 1, commandée par l'amiral Takeo Kurita. Lors de l'affrontement, il est légèrement endommagé par mitraillage les 24 et 25 octobre. Lors de la bataille de Samar le 25 octobre, le Fujinami est envoyé sur zone du Chōkai, où il secourt les survivants puis le saborde pour éviter qu'il ne tombe entre les mains des ennemis. Le 27 octobre, alors qu'il assistait le destroyer Hayashimo, le Fujinami est coulé par un avion du porte-avions USS Essex, à 80 miles (130 km) au nord d'Iloilo, à la position géographique 12° 00′ N, 122° 30′ E. La totalité des hommes présents sur le navire (dont des survivants du Chōkai) décèdent dans le naufrage. Certains hommes d'équipage américains du Gambier Bay aurait vu des marins japonais flottant dans l'eau les saluer.